# 徐才根
徐才根（1932年2月21日—2021年7月22日），男，上海人，中国大陆演员。2011年凭借电影《团圆》荣获第28届中国电影金鸡奖最佳男配角。